# Onszong
Onszong (hangul: 온성군, Onszong-kun, handzsa: 穩城郡, RR: Onsŏng-kun, ’stabil erődítmény’) megye Észak-Koreában, Észak-Hamgjong (Hamgyŏng) tartományban.
A megye eredetileg Kogurjo (Koguryŏ) része volt, később pedig Palhe (Palhae) fennhatósága alá tartozott. 1440-ben nyerte el mai nevét, ekkor emelték először megyei rangra is. 1441-ben tohobu (tohobu) (도호부; 都護府) rangot kapott, így Onszong-tohobu (온성도호부; 穩城都護府, Onsŏng-tohobu) lett a neve, amelyet később Csonszongra (전성; 氈城, Chŏnsŏngra) változtattak. Később visszanyerte korábbi nevét. 1630-ban hjon (현; 縣, hyŏn) rangra fokozták le, de három év múlva visszakapta a tohobu rangot. 1895-től megye, kezdetben Kjongszong (Kyŏngsŏng) közigazgatása alá rendelték, 1896-tól Észak-Hamgjong (Hamgyŏng) tartomány része. Bár az 1952-es és 1954-es közigazgatási reformok következtében a megye területének egy része Csongszong (종성; 鍾城, Chongsŏng) megyéhez került át, 1974-ben Csongszong (Chongsŏng) megszűnésével az érintett területek egy jelentős része visszakerült Onszong (Onsŏng)hoz.

## Földrajza
Keletről Kjongvon (Kyŏngwŏn) megye, délről Hörjong (Hoeryŏng) város, nyugatról és északról pedig a Tumen (koreaiul: Tuman) túlpartján Kína Csilin (Jilin) tartománya határolja.
Legmagasabb pontja az 1040 méter magas Csungszan (증산; 甑山, Chŭngsan).

## Közigazgatása
1 községből (up (ŭp)), 15 faluból (ri (ri)) és 10 munkásnegyedből (rodongdzsagu (rodongjagu)) áll:
| - Onszong-up (온성읍; 穩城邑, Onsŏng-ŭp) - Kangan-ri (강안리; 江岸里, Kangan-ri) - Turubong-ri (두루봉리; -峰里, Turubong-ri) - Rjongnam-ri (룡남리; 龍南里, Ryongnam-ri) - Miszan-ri (미산리; 美山里, Misan-ri) - Szeszon-ri (세선리; 世仙里, Sesŏn-ri) - Jonggang-ri (영강리; 永江里, Yŏnggang-ri) - Vangdzseszan-ri (왕재산리; 旺載山里, Wangjaesan-ri) - Unam-ri (운암리; 雲岩里, Unam-ri) - Csungszan-ri (증산리; 甑山里, Chŭngsan-ri) - Phunggje-ri (풍계리; 豊溪里, P'unggye-ri) - Phungni-ri (풍리리; 豊利里, P'ungri-ri) - Phungszo-ri (풍서리; 豊西里, P'ungsŏ-ri) | - Phungcshon-ri (풍천리; 豊川里, P'ungch'ŏn-ri) - Haszambong-ri (하삼봉리; 下三峰里, Hasambong-ri) - Hjangdang-ri (향당리; 香堂里, Hyangdang-ri) - Namjang-rodongdzsagu (남양로동자구; 南陽勞動者區, Namyang-rodongjagu) - Tongpho-rodongdzsagu (동포로동자구; 東浦勞動者區, Tongp'o-rodongjagu) - Szanszong-rodongdzsagu (산성로동자구; 山城勞動者區, Sansŏng-rodongjagu) - Szambong-rodongdzsagu (삼봉로동자구; 三峰勞動者區, Sambong-rodongjagu) - Szanghva-rodongdzsagu (상화로동자구; 上和勞動者區, Sanghwa-rodongjagu) - Onthan-rodongdzsagu (온탄로동자구; 穩炭勞動者區, Ont'an-rodongjagu) - Csongszong-rodongdzsagu (종성로동자구; 鍾城勞動者區, Chongsŏng-rodongjagu) - Csuvon-rodongdzsagu (주원로동자구; 周原勞動者區, Chuwŏn-rodongjagu) - Cshangphjong-rodongdzsagu (창평로동자구; 倉坪勞動者區, Ch'angp'yŏng-rodongjagu) - Phungin-rodongdzsagu (풍인로동자구; 豊仁勞動者區, P'ungin-rodongjagu) |

## Gazdaság
Onszong (Onsŏng) megye gazdasága főként a bányászatra épül, azon belül is a szénkitermelésre. A legfontosabb központjai a Szanghva cshongnjon (Sanghwa ch'ŏngnyŏn) Szénbánya, az Onszongi (Onsŏngi) Szénbánya, a Phungini (P'ungini) Szénbánya, illetve a Csuvoni (Chuwŏni) Szénbánya. Ezeken kívül számos más kisméretű szénbánya található a megyében, de a megye széntermelésének 90%-a az imént felsorolt bányákból származik. A megye egyéb iparágai közé tartoznak: építőanyag-gyártás, papírgyártás, hagyományos gyógyszerek előállítása, gombatermesztés. Mivel a megye teljes területének kb. 23 százaléka alkalmas földművelésre, a mezőgazdaság kisebb fajsúlyú, itt rizs, kukorica, árpa, szójababtermesztés folyik. Jellemző még az állattartás, főként baromfi-, nyúl-, kecske-, és juhtenyésztés.

## Oktatás
Onszong (Onsŏng) megye 60 oktatási intézménynek, köztük általános iskoláknak, középiskoláknak és főiskoláknak ad otthont.

## Egészségügy
A megye több mint egy tucat egészségügyi intézménnyel rendelkezik, köztük két megyei szintű kórházzal, öt bányakórházzal, négy területi kórházzal és terápiás intézményekkel.

## Közlekedés
A megye közutakon a szomszédos megyék felől közelíthető meg. A megye vasúti kapcsolattal rendelkezik, a Hambuk vasútvonal része.